# Kingdom of Madness (Magnum)
Kingdom of Madness è il primo album del gruppo hard rock/rock progressivo britannico Magnum. Il disco è uscito nel 1978 per l'etichetta discografica Jet Records.

## Tracce
1. In the Beginning – 7:52
2. Baby Rock Me – 4:05
3. Universe – 3:45
4. Kingdom of Madness – 4:25
5. All That Is Real – 3:48
6. Bringer – 3:58
7. Invasion – 3:22
8. Lords of Chaos – 3:21
9. All Come Together – 4:53

## Formazione
- Richard Bailey - tastiere
- Tony Clarkin - chitarra
- Bob Catley - voce
- Wally Lowe - basso
- Kex Gorin - batteria